# David Kellner
David Kellner (* 1670 in Liebertwolkwitz bei Leipzig; † 6. April 1748) war ein deutscher Jurist, Dichter, Organist, Carilloneur, Musiktheoretiker und Komponist.

## Leben

### Herkunft und Familie
David Kellner wurde in dem Dorf Liebertwolkwitz (bei Leipzig) geboren, vermutlich als jüngster Sohn des Lehrers Philipp Kellner. Ersten musikalischen Unterricht wird er bei seinem Vater erhalten haben, da die Lehrer damals oft auch als Kantoren und Organisten tätig waren.
Der zweitälteste Bruder Christian ist bereits 1680 am Dom zu Turku in Finnland (damals Schweden) als Organist nachweisbar. Der älteste Bruder Philipp zog um 1682 in die Stadt Dorpat in Livland, in der er als „Notarius“, Mitglied im Stadtrat und von 1693 bis 1708 als „Stadtsecretarius“ tätig war. 1719 wurde Philipp Bürgermeister von Dorpat und behielt diesen Posten bis zu seinem Tod im Jahre 1728. Der drittälteste Bruder Johannes folgte im Jahr 1691 nach Dorpat, wurde dort Apothekerlehrling, Gemüsehändler und bereits im Jahr 1698 Vorsteher der „Großen Gilde“, der Vereinigung von Kaufleuten. Auch er war Ratsherr von 1703 bis 1704, musste dann aber vor den Russen über Riga nach Stockholm fliehen.

### Ausbildung und erste Berufstätigkeit
David Kellner kam 1693 nach Turku und schrieb sich an der dortigen Universität ein. Vermutlich assistierte er seinem Bruder Christian an der Orgel, denn in einem Brief des Bischofs von Turku aus dem Jahre 1699 wird David Kellners Kunst im Orgelspiel erwähnt. Er blieb allerdings kaum eineinhalb Jahre. Am 27. Juni 1694 immatrikulierte David Kellner sich an der Academia Gustaviana in Dorpat. Das am 15. September 1694 beantrage Stipendium wurde jedoch vom Senat abgelehnt. Am 11. Februar 1697 wurde Kellner zum „Advocatus“ und stellvertretenden städtischen Ankläger am Landgericht ernannt. Das Bürgerrecht für Dorpat erhielt er am 14. Juni 1698. Im gleichen Jahr heiratete er die Witwe Dorothea Schwarz, eine Tochter des Bürgermeisters Matthias Ladou, die auch die Schwester der Ehefrau des Bruders Philipp Kellners war. Dorothea brachte ein Mädchen, Regina Gertrud mit in die Ehe.
Zweimal bewarb sich David Kellner auf eine Organistenstelle, einmal im Jahr 1696 in Dorpat und ein zweites Mal 1698/99 in Turku, denn sein Bruder Christian, der dort das Organistenamt innehatte, hatte die Stadt 1697 verlassen und war seitdem in Stockholm als Organist an der deutschen Kirche tätig. Beide Male erhielt David Kellner die Stelle nicht.

### Militärische Zeit
1700 brach der Große Nordische Krieg (1700–1721) aus. Estland (Livland) war sein erstes Schlachtfeld. Auch David Kellner wurde rekrutiert und in Tallinn stationiert, wo es zunächst relativ friedlich zuging. Von Mai 1701 bis Juli 1702 war Kellner in Reval, wo er auch als Organist an der St.-Nicolaus-Kirche wirkte. Bis 1704 gibt es keinen Nachweis über Kellners Verbleib. Möglicherweise war er an Kampfhandlungen in General Wollmar von Schlippenbachs Armee verwickelt, die im Juli 1702 bei Sagnitz und Hummelhof eine Niederlage erlitt. Am 1. August 1704 wird David Kellner zum Quartiermeister des neu aufgestellten livländischen Bataillons unter Johan Fredrik von Liphardt ernannt. Die Informationen und Nachrichten über Kellners Leben aus der Kriegszeit sind sehr lückenhaft. Am 20. April 1708 wird er Quartiermeister des sächsischen Bataillons unter Oberstleutnant Eberhard von Straelborn. Aus dem Jahr 1709 ist eine Auseinandersetzung mit Beamten der Nachschubstelle in Viborg (Wyborg) in Finnland um Tabakrationen bekannt. Von November 1709 bis Januar 1710 ist Kellner in Stockholm nachweisbar. Ende Januar geriet Kellner nach einer Schlacht zwischen Dänen und Schweden in dänische Kriegsgefangenschaft. Erst im Oktober 1710 kehrte er nach Schweden zurück. Vermutlich war er den Rest des Jahres in Stockholm. Im März 1711 wurde Kellner bei einem deutschen Infanteriebataillon zum Hauptmann ernannt, trat allerdings diese Stelle nie an. Seine militärische Karriere war damit beendet.
Am 20. Februar 1730 bat Kellner die Militärverwaltung um Entlassung als Hauptmann. Seinen Titel durfte er allerdings für den Rest seines Lebens weiterbenutzen.

### Kirchenmusiker und Organist
Zwischen August 1710 und April 1711 wütete in Stockholm die Beulenpest, der auch Reinhard de Croll, Carilloneur (Glockenspieler) an der St. Gertruds-Kirche und Organist an der St.-Jakobs-Kirche war, zum Opfer fiel. Am 19. Januar 1711 wurde Kellner zum Glockenspieler und wenige Tage später, am 25. Januar 1711 zum Organisten ernannt. Kellner bewarb sich einmal (vor 1720) für einen Posten als Gerichtsassessor am Livländischen Kreisgericht. Er erhielt diesen Posten nicht und blieb so bis an sein Lebensende in Stockholm. Die Organistenstelle war für Kellner vermutlich nicht befriedigend. Die Orgel war in keinem guten Zustand und als der Kirchenrat aus wirtschaftlichen Gründen das Gehalt Kellners um 20 % kürzen wollte (er erhielt zunächst ein Jahresgehalt von 750 Kupfertalern) kam es zu einem langanhaltenden Streit. Der Kirchenrat versuchte einen anderen Organisten zu finden, der für das niedrigere Gehalt arbeiten würde, hatte damit aber keinen Erfolg. Trotzdem wurde Kellners Entlassung vorbereitet, so dass er am Ende (1718/19) das niedrigere Gehalt akzeptieren musste. Er blieb bis zum Jahre 1745 Organist, wobei es in der Zeit von 1741 bis 1745 vermutlich wenig für ihn zu tun gab, da eine neue Orgel eingebaut wurde. Bis 1747 nahm er das Amt als Glockenspieler wahr, um es dann, weil er sich alt und schwach fühle, wie er in einem Brief an die Kirchenleitung schrieb, an einen Nachfolger, den er selbst angelernt hatte, abzugeben.
Am 18. Juli 1720 ist die Aufführung eines größeren Werkes (Der frohlockende Parnassus) nachweisbar. Weitere Konzerte mit Lauten und Streichern blieben jedoch auf Festgottesdienste beschränkt, etwa zu Trinitatis 1720 oder im Jahr 1723 eine musikalische Andacht mit einer Kantate, drei Arien und einem Rezitativ.

### Lehrer
Kellner war auch als Lehrer tätig. Vermutlich hat er schon seiner Stieftochter Regina von 1697 bis 1700 Musikunterricht erteilt. Auch rühmt er sich des Unterrichts an dem schwedischen Wunderkind Ernst Johan Londicer.
Mit seiner Stieftochter Regina Gertrud Schwarz, die über Riga nach Hamburg kam, dort Johann Ulrich von König heiratete und mit ihm nach Dresden zog (1720) blieb David Kellner zeitlebens in Verbindung. Von ihr bekam Kellner Informationen über das deutsche Musikleben. Regina war selbst musikalisch begabt, was über verschiedene Quellen belegt ist. 1715 nahm sie an von Johann Mattheson geleiteten Kirchenmusiken in Hamburg teil und in Dresden wirkte sie vermutlich bei einigen Opern mit. Regina versorgte ihren Stiefvater nicht nur mit Informationen über das aktuelle Musikleben in Deutschland, sondern ließ ihm auch deutsche Musikbücher zukommen, darunter Matthesons Schriften. Mit Mattheson trat Kellner dann schriftlich in Kontakt.

### Autor und Lautenkomponist
Bereits seit Ende der 1720er Jahre arbeitet Kellner an einem theoretischen Werk zum Generalbass, das er 1732 abschloss. Es wurde noch im gleichen Jahr in Hamburg mit einer Auflage von 2000 Stück veröffentlicht. Der volle Titel lautet:
Treulicher Unterricht im General-Bass, worinne alle Weitläuffigkeit vermieden, und dennoch ganz deutlich und umständlich allerhand sothane neu-erfundene Vortheile an die Hand gegeben werden, vermöge welcher einer in kurzer Zeit alles, was zu dieser Wissenschaft gehöret, sattsam begreifen kan. Zum Nutzen, nicht allein derer, so sich im General-Bass üben, sondern auch aller andern Instrumentisten und Vocalisten, welche einen rechten Grund in der Music zu legen sich befleissigen, herausgegeben von D. K. Hamburg Zu finden im Kissnerischen Buchladen. 1732
Innerhalb eines Jahres war die erste Auflage vergriffen, trotz der bissigen anonymen Kritik (vermutlich von Mattheson) am 26. Juni 1732 in den Nieder-Sächsischen Nachrichten von Gelehrten neuen Sachen. Die zweite Auflage erschien erst 1737 und wurde verlegt von Christian Herold in Hamburg. Das Vorwort stammt von Georg Philipp Telemann und lobt den Autor dafür, dass er ein besonderes Talent habe zur kurzen Darstellung weitgespannter Themen. In einem Nachwort wird auf die Kritik von Mattheson eingegangen, wobei davon ausgegangen werden kann, dass das Nachwort nicht von Kellner, sondern ebenfalls von Telemann stammt. Im Jahr 1739 erschien eine schwedische Ausgabe. Kellners Buch war damit auch das erste musiktheoretische Werk in Schweden überhaupt. 1741 gab es eine Holländische Ausgabe. Es erschienen noch weitere Auflagen dieses Buches, so dass davon ausgegangen werden kann, dass es sehr beliebt war: 1749 die vierte deutsche, 1751 die zweite holländische, und fast dreißig Jahre später, 1773 die fünfte deutsche Auflage; 1782 die sechste und 1787 die siebte Auflage, ergänzt durch 14 Melodien von Carl Philipp Emanuel Bach. 1791 kam sogar noch eine russische Ausgabe zustande. Auch in Joseph Haydns Nachlass fand man ein Exemplar von Kellners Werk, das mit zahlreichen Anmerkungen versehen war, so dass davon ausgegangen werden kann, dass dieser große Komponist damit gearbeitet hat.
Obwohl Kellner sein ganzes Leben lang Tasteninstrumente gespielt hatte und nur im Zusammenhang mit seinem Konzert Der frohelockende Parnassus (1720) Lauten von ihm eingesetzt wurden, veröffentlichte er 1747 (Hamburg) die Sammlung XVI. auserlesene Lautenstücke, bestehend in Phantasien, Chaconnen, Rondeau, Giga, Pastorel, Passe Pied, Campanella, Sarabande, Aria & Gavotte. Der Band hat 48 Seiten und ist für eine 11-chörige Laute in d-moll vorgesehen. Notiert sind die Stücke in französischer Tabulatur. Vom Stil und von der Instrumentenvorgabe entsprachen diese Stücke allerdings schon nicht mehr dem Zeitgeschmack. Silvius Leopold Weiss benutzte bereits eine 13-chörige Laute. Komponisten und Lautenisten wie Adam Falckenhagen und Bernhard Joachim Hagen orientierten sich bereits am galanten Stil, der von Kellner in seinen Lautenstücken kaum berücksichtigt wird.

### David Kellner als Dichter
Als Dichter trat Kellner erstmals am 11. Januar 1697 in Dorpat (Tartu) an die Öffentlichkeit. Anlässlich des Todes der Baroness Christina Elisabeth Taube veröffentlichte er die Elegie Klag- und Trost-Gedicht. Eine weitere Gelegenheit ergab sich am 5. April 1697, als der schwedische König Karl XI. starb. Kellner schrieb Vom höchst-schmerzlichen Absterben des Glorwürdigen Königes Caroli XI. 1699 wurde in Dorpat ein Buch Poetische Gedichte von Kellner veröffentlicht, von dem jedoch kein Exemplar erhalten ist. Während seines Aufenthalts in Stockholm Ende 1710 beendete Kellner ein Buch mit religiösen Gedichten (Die Noth-Flagge des Gebeths), das in etwa dreißig Gedichten die Erfahrungen der Kriegszeit aufarbeitet. Als im November 1714 der schwedische König Karl XII. aus der Türkei zurückkehrte, schrieb Kellner wiederum ein Lobgedicht, das aus seches Arias mit einem Rezitativo bestand. Die vermutlich dazugehörende Musik ist verloren gegangen. Ein weiteres Lobgedicht schrieb er anlässlich der Hochzeit der Kronprinzessin Ulrika Eleonora mit Friedrich von Hessen am 9. Juni 1715 in Stockholm.

### Tod
David Kellner starb am 6. April 1748 im Alter von 78 Jahren. Er wurde am 10. April begraben und hinterließ seiner Frau (und Enkelkindern, eigene hatte er nicht) ein Haus im Wert von 12.000 Kupfertalern und 77.500 Kupfertaler in bar. Außerdem fand sich im Nachlass ein Claver (ein Tasteninstrument, das im Nachhinein nicht mehr näher bestimmt werden kann), eine Laute mit Koffer und eine Flöte. Wenig später, am 14. Juli 1748 wurde seine Frau, Dorothea Kellner begraben.

## Werk
- David Kellner: XVI auserlesene Lauten-Stücke : bestehend in Phantasien, Chaconnen, Rondeau, Giga, Pastorel, Passepied, Campanella, Sarabande, Aria & Gavotte. Bey Christian Wilhelm Brandt, Hamburg 1747. (Reprint: Minkoff Editeur, Genéve 1985, ISBN 2-8266-0525-9)
- David Kellner: Treulicher Unterricht im General-Baß. 2. Auflage. Hamburg 1737 nebst einer Vorrede von Hn. Georg Philipp Telemann. (Reprint der 2. Auflage: herausgegeben von Eitelfriedrich Thom, Kultur- und Forschungsstätte Michaelstein, 1985 – mit einem Kommentar von Wolf Hobohm) IMSLP